# Romaubach
Der Romaubach (tschechisch Romavský potok) ist ein linker Zufluss des Braunaubachs in Niederösterreich und Tschechien. Er entwässert über die Lainsitz in die Moldau und damit in die Nordsee.

## Verlauf
Der Bach entspringt nordwestlich von Návary (Auern) in der Böhmisch-Mährischen Höhe, fließt in generell südsüdwestlicher Richtung durch den Teich Kačer (Walden), bildet bei der Wüstung Romava (Romau) für rund einen Kilometer die Grenze zu Niederösterreich, tritt bei der Neumühle in Reinberg-Dobersberg nach Niederösterreich über, fließt weiter über Eggern und Heidenreichstein, wo er mehrere Teiche durchfließt, und mündet schließlich nach einem Lauf über 26 km in Aalfang in den Braunaubach. Der Romaubach hat keine größeren Zuflüsse.